# Runcinida marisae
Runcinida marisae is een slakkensoort uit de familie van de Runcinidae. De wetenschappelijke naam van de soort werd voor het eerst geldig gepubliceerd in 1998 door Chernyshev.